# Возвратные глаголы в русском языке
Возвратный глагол в русском языке — глагол с постфиксом -ся, первоначальной формой винительного падежа возвратного местоимения, который начал срастаться с характеризуемым глаголом ещё в древнерусском языке, оформляя в некоторых случаях новые значения соответствующих глаголов (См. ся).

## Значение
- лично-возвратное (одеваться)
- взаимно-возвратное (обниматься)
- общевозвратное (выбираться, склоняться)
- посредственно-возвратное (паковаться)
- активно-безобъектное (собака кусается)
- пассивно-качественное (проволока гнётся)

## Употребление
Возвратные глаголы исключают употребление прямого дополнения в винительном падеже.
Будучи образованными от непереходных глаголов обозначают внешние признаки действия (зеленеть — зеленеться). В соединении с приставками рас-/з-, из-, на-, до-, вы-, -ся выражают значения полноты, завершённости и интенсивности действия или состояния (раз-, на-, до-, вы- — говориться / говорить).
С возвратными глаголами возникают определённые типы безличных предложений (смеркается, ему не спится). Некоторые глаголы, близкие к общевозвратным, употребляются только в возвратной форме (бояться, каяться).
Постфикс -ся, кроме своей главной функции, а именно изменять состояние глагола (в частности, исключая возможность переходности), иногда модифицирует лексическое значение глагола: раздаться (окрепнуть или потолстеть) — раздать (отдать всё без остатка). Значение возвратности может подчёркиваться дополнительным возвратным местоимением: сам, сам себя, самому себе, с самим собой, друг друга.
Ввиду того, что формы возвратных глаголов, оканчивающиеся на -ться и -тся в неопределённой форме и в третьем лице соответственно, зачастую отличить на слух невозможно, носители русского языка нередко допускают ошибки в написании возвратных глаголов, оканчивающихся на -ться/-тся: в одних случаях ошибочно ставят Ь перед постфиксом -ся в третьем лице возвратного глагола, а в других — забывают ставить Ь перед -ся в неопределённой форме глагола.